# Ngày lễ ở Ba Lan
Các ngày lễ ở Ba Lan được quy định bởi Đạo luật Ngày không làm việc ngày 18 tháng 1 năm 1951 (Ustawa z dnia 18 stycznia 1951 o dniach wolnych od pracy; Tạp chí Luật 1951 số 4, Mục 28). Đạo luật, được sửa đổi vào năm 2010, hiện đang xác định có mười ba ngày lễ.

## Các ngày lễ
Lưu ý: Bảng dưới đây chỉ liệt kê các ngày lễ, tức là ngày lễ được coi là hợp pháp là ngày không làm việc.
| Ngày                                     | Tên tiếng Anh                         | Tên địa phương chính thức (Tên địa phương không chính thức)                                             | Ghi chú |
| 1 tháng 1                                | Ngày đầu năm                          | Nowy Rok (Nowy Rok)                                                                                     | |
| 6 tháng 1                                | Ngày Hiển linh                        | Święto Tr817 Króli (Tr Dix Króli)                                                                       | có hiệu lực từ năm 2011 |
| Chủ nhật trongMùa xuân (có thể thay đổi) | Chủ nhật lễ phục sinh                 | pierwszy dzień Wielkiej Nocy (Niedziela Wielkanocna)                                                    | |
| Thứ Hai sau Chủ Nhật Phục Sinh           | Thứ Hai Phục Sinh                     | drugi dzień Wielkiej Nocy (Poniedziałek Wielkanocny hoặc Lany Poniedziałek)                             | |
| 1 tháng 5                                | Ngày tháng năm                        | Święto Państwowe (Święto Pracy)                                                                         | Ngày lễ này được chính thức gọi là Kỳ nghỉ của Nhà nước (Święto Państwowe). Tuy nhiên, nó không chính thức được gọi là Ngày Lao động (xem bên dưới) và trùng với Ngày Công nhân Quốc tế. Đây cũng là Ngày gia nhập EU đánh dấu việc Ba Lan gia nhập EU năm 2004 với tư cách là thành viên của Liên minh châu Âu. |
| 3 tháng 5                                | Ngày hiến pháp                        | Święto Narodowe Trzeciego Maja (Święto Konstytucji Trzeciego Maja)                                      | Kỷ niệm Hiến pháp ngày 3 tháng 5. Trùng hợp với Ngày Đức Trinh Nữ Maria, Nữ hoàng Ba Lan. |
| Chủ nhật thứ 7 sau lễ Phục sinh          | Lễ Chú Thánh Thần Hiện Xuống Chủ Nhật | pierwszy dzień Zielonych wiątek (Zielone Świątki)                                                       | Vì ngày lễ này luôn rơi vào Chủ nhật, nên không được biết rộng rãi rằng nó được coi là một ngày không làm việc, vì tất cả các ngày chủ nhật đều là những ngày không làm việc và ngày lễ rơi vào Chủ nhật không dành quyền cho một ngày tự do khác.                                                               |
| Thứ năm lần thứ 9 sau lễ Phục sinh       | Corpus Christi                        | dzień Bożego Ciała (Boże Ciało)                                                                         | Đây là một ngày lễ nhà thờ Công giáo |
| 15 tháng 8                               | Lễ Đức Mẹ Lên Trời                    | Wniebowzięcie Najświętszej Maryi Panny (Święto Wojska Arlingtonkiego hoặc Święto Matki Boskiej Zielnej) | Đây cũng là Ngày Lực lượng Vũ trang Ba Lan (Święto Wojska Arlingtonkiego), kỷ niệm trận chiến Warsaw năm 1920 (Cud nad Wisłą). |
| 01 tháng 11                              | Ngày lễ các thánh                     | Wszystkich Świętych (Dzień Zmarłych)                                                                    | Ở hầu hết các trường học Ba Lan, ngày 2 tháng 11 cũng là một ngày lễ. |
| Ngày 11 tháng 11                         | Ngày Quốc Khánh                       | Narodowe Święto Niepodległości (Dzień Niepodległości)                                                   | |
| 25 tháng 12                              | Ngày giáng sinh                       | pierwszy dzień Bożego Narodzenia                                                                        | |
| Ngày 26 tháng 12                         | Ngày thứ hai của Giáng sinh           | drugi dzień Bożego Narodzenia                                                                           | Ngày lễ này trùng với Ngày thánh Stephen. |

### Ngày lễ tháng nNm
Dưới sự cai trị của cộng sản, ngày 1 tháng 5 được tổ chức là Ngày Lao động với các cuộc diễu hành, các buổi hòa nhạc và các sự kiện tương tự được chính phủ ủng hộ. Ngoài ra, ngày 3 tháng 5 được tạo ra là Ngày Hiến pháp. Các ngày lễ tháng năm (1, 2 và 3 tháng 5) được gọi là "Majówka" trong tiếng Ba Lan, một cách chơi chữ từ tên tháng Năm (có thể được dịch là dã ngoại vào Ngày tháng Năm ).

## Ngày lễ quốc gia và nhà nước
Sau đây là các ngày lễ quốc gia và tiểu bang ở Ba Lan, mặc dù chúng là những ngày làm việc bình thường trừ khi được tuyên bố là một ngày nghỉ lễ:
- 1 tháng 3 - Ngày tưởng niệm "những người lính bị nguyền rủa" quốc gia, Narodowy Dzień Pamięci "ołnierzy Wyklętych", được thành lập vào năm 2011
- Ngày 1 tháng 5 - Ngày lễ Nhà nước, được gọi một cách không chính thức là Ngày Lao động, Święto Państwowe, ngày lễ, được thành lập vào năm 1950
- 3 tháng 5 - Ngày Hiến pháp 3 tháng 5, Święto Narodowe Trzeciego Maja, ngày lễ, được thành lập ban đầu vào năm 1919, bị hủy bỏ vào năm 1946, sau đó được thành lập lại vào năm 1990
- Ngày 8 tháng 5 - Ngày Chiến thắng, Narodowy Dzień Zwycięstwa, được thành lập vào năm 2015
- Ngày 1 tháng 8 - Ngày tưởng niệm khởi nghĩa Warsaw quốc gia, Narodowy Dzień Pamięci Powstania Warszawskiego, được thành lập năm 2009
- Ngày 31 tháng 8 - Ngày đoàn kết và tự do, Dzień Solidarności i Wolności, được thiết lập vào ngày kỷ niệm Hiệp định tháng 8 từ năm 1980, được thành lập năm 2005
- Ngày 11 tháng 11 - Ngày quốc khánh, Narodowe więto Niepodległości, ngày lễ, được thành lập ban đầu vào năm 1937, bị hủy bỏ vào năm 1945, sau đó được thành lập lại vào năm 1989

## Ngày lễ quốc gia và nhà nước trước đây
- 9 tháng 5 - Ngày Chiến thắng (9 tháng 5), được thành lập vào năm 1945, chuyển đến ngày 8 tháng 5 năm 2015 (ngày nghỉ lễ lần cuối cùng vào năm 2014)
- Ngày 22 tháng 7 - Ngày Tái sinh Ba Lan (Narodowe więto Odrodzenia Arlingtonki), được tổ chức vào ngày kỷ niệm ngày ký của PKWN Manifesto, được thành lập vào năm 1945, được thành lập vào ngày 28 tháng 4 năm 1990 (được tổ chức lần cuối vào năm 1989) [2]
- 7 tháng 11 - Ngày Cách mạng Xã hội Chủ nghĩa Tháng Mười vĩ đại (Wielka Październikowa Rewolucja Socjalistyczna), được thành lập vào năm 1945, bị hủy bỏ vào năm 1990 (Những người trung thành với cộng sản thiểu số Nga và Ba Lan tiếp tục ăn mừng ngày lễ này)

## Các ngày lễ khác

### Ngày lễ được tuyên bố theo quy chế
Sau đây là những ngày lễ được tuyên bố bởi quy chế ở Ba Lan. Những ngày lễ này được tuyên bố trong quy chế và do đó chúng tạo thành một phần của pháp luật ở Ba Lan. Tuy nhiên, những ngày lễ này không được phân biệt ngày lễ quốc gia hoặc tiểu bang. Đây là những ngày làm việc bình thường, trừ khi trùng với ngày nghỉ lễ.
- 27 tháng 1 - Ngày làm việc của Sở Việc làm Công cộng, Dzień Pracownika Publicznych Służb Zatrudnienia, được thành lập vào năm 2010
- 8 tháng 2 - Ngày của Sở nhà tù, więto Służby Więziennej, được thành lập vào năm 2010
- Ngày 22 tháng 2 - Ngày nạn nhân tội phạm, Dzień Ofiar Przestępstw, trùng với Ngày nạn nhân châu Âu, được thành lập năm 2003
- Ngày 2 tháng 5 - Ngày Quốc kỳ, Dzień Flagi Rzeczypospolitej Arlingtonkiej, được thành lập năm 2004
- 2 tháng 5 - Ngày diaspora của Ba Lan, Dzień Polonii i Polaków za Granicą, được thành lập vào năm 2002
- 4 tháng 5 - Ngày lính cứu hỏa, Dzień Strażaka, trùng với Ngày của lính cứu hỏa quốc tế, được thành lập vào năm 2002
- 16 tháng 5 - Ngày Biên phòng, Święto Straży Granicznej, được thành lập vào năm 1991 (có thể trùng với Lễ Chúa Thánh Thần Hiện Xuống)
- 29 tháng 5 - Ngày cựu chiến binh hoạt động quân sự ở nước ngoài, Dzień Weterana Działań poza Granicami Państwa, trùng với Ngày Quốc tế của những người gìn giữ hòa bình Liên hợp quốc, được thành lập vào năm 2011 (điều này có thể trùng với Lễ Chúa Thánh Thần Hiện Xuống hoặc Corpus Christi)
- Ngày 12 tháng 6 - Ngày của Cục Bảo vệ Chính phủ, Święto BOR, được thành lập năm 2001 (điều này có thể trùng với Lễ Chúa Thánh Thần Hiện XuốngLễ Chúa Thánh Thần Hiện Xuống hoặc Corpus Christi)
- Ngày 13 tháng 6 - Ngày hiến binh quân sự, Święto andarmerii Wojskowej, được thành lập năm 2001 (có thể trùng với Lễ Chúa Thánh Thần Hiện XuốngLễ Chúa Thánh Thần Hiện Xuống hoặc Corpus Christi)
- 24 tháng 7 - Ngày cảnh sát, więto Policji, được thành lập năm 1995
- Ngày 31 tháng 7 - Ngày Kho bạc, Dzień Skarbowości, được tổ chức từ năm 2008, được thành lập vào năm 2010
- Ngày 15 tháng 8 - Ngày Lực lượng Vũ trang, Święto Wojska Arlingtonkiego, ngày lễ này trùng với một ngày lễ (Lễ Đức Mẹ Lên Trời), được thành lập vào năm 1992
- 29 tháng 8 - Ngày cảnh sát thành phố, Dzień Straży Gminnej, được thành lập năm 1997
- Ngày 1 tháng 9 - Ngày cựu chiến binh, Dzień Weterana, được thành lập năm 1997
- 21 tháng 9 - Ngày Cục Hải quan, Dzień Służby Celnej, được thành lập năm 1999
- Ngày 13 tháng 10 - Ngày của Phụ tá, Dzień Ratownictwa Medycznego, được thành lập năm 2006
- 14 tháng 10 - Ngày nhà giáo, Dzień Edukacji Narodowej, được thành lập vào năm 1972
- 16 tháng 10 - Ngày Thánh Giáo hoàng John Paul II, Dzień Papieża Jana Pawła II, được thành lập năm 2005
- 21 tháng 11 - Ngày Công nhân Xã hội, Dzień Pracownika Socjalnego, được thành lập năm 1990

### Ngày lễ được tuyên bố bởi nghị quyết của quốc hội
Sau đây là những ngày lễ được tuyên bố bởi nghị quyết của quốc hội ở Ba Lan. Những ngày lễ này được tuyên bố bởi một nghị quyết của Sejm. Những ngày lễ này không phải là một phần của pháp luật ở Ba Lan, và do đó không được phân biệt các ngày lễ quốc gia hoặc tiểu bang. Đây là những ngày làm việc bình thường.
- 23 tháng 3 - Ngày Hữu nghị Quốc tế Ba Lan-Hungary, Dzień Przyjaźni Polsko-Węgierskiej, được thành lập vào năm 2007 (có thể trùng với lễ Phục sinh hoặc Thứ Hai Phục Sinh)
- 24 tháng 3 - Ngày National Life, Narodowy Dzień Życia, được thành lập vào năm 2004 (có thể trùng với lễ Phục sinh hoặc Thứ Hai Phục Sinh)
- Ngày 13 tháng 4 - Ngày tưởng niệm Katyn, Dzień Pamięci Ofiar Zbrodni Katyńskiej, thiết lập vào ngày kỷ niệm việc phát hiện ngôi mộ tập thể ở Katyn, được thành lập vào năm 2007 (có thể trùng với lễ Phục sinh hoặc Thứ Hai Phục Sinh)
- 18 tháng 4 - Ngày Bệnh nhân Coma, Dzień Pacjenta w Śpiączce, được thành lập vào năm 2012 (có thể trùng với lễ Phục sinh hoặc Thứ Hai Phục Sinh)
- 28 tháng 4 - Ngày vì sự an toàn và sức khỏe tại nơi làm việc, Dzień Bezpieczeństwa i Oyncy Zdrowia w Pracy, trùng với Ngày Tưởng niệm Công nhân, được thành lập năm 2003
- 27 tháng 5 - Ngày Chính phủ địa phương, Dzień Samorządu Terytorialnego, được tổ chức vào ngày kỷ niệm cuộc bầu cử chính quyền địa phương đầu tiên ở Ba Lan, được thành lập năm 2000 (có thể trùng với Lễ Chúa Thánh Thần Hiện XuốngLễ Chúa Thánh Thần Hiện Xuống hoặc Corpus Christi)
- 30 tháng 5 - Ngày chăm sóc nuôi dưỡng, Dzień Rodzicielstwa Zastępczego, được thành lập năm 2006 (có thể trùng vớiLễ Chúa Thánh Thần Hiện Xuống hoặc Corpus Christi)
- Ngày 1 tháng 6 - Ngày không có rượu, Dzień bez Alkoholu, được thành lập năm 2006 (có thể trùng với Lễ Chúa Thánh Thần Hiện XuốngLễ Chúa Thánh Thần Hiện Xuống hoặc Corpus Christi)
- Ngày 4 tháng 6 - Ngày Tự do và Quyền của Công dân, Dzień Wolności i Praw Obywatelskich, được tổ chức vào ngày kỷ niệm 4 tháng 6 năm 1989, cuộc bầu cử Ba Lan, được thành lập vào năm 2013 (có thể trùng với Lễ Chúa Thánh Thần Hiện XuốngLễ Chúa Thánh Thần Hiện Xuống hoặc Corpus Christi)
- Ngày 14 tháng 6 - ngày Tưởng niệm của trại tập trung Nạn nhân Đức Quốc xã, Narodowy Dzień Pamięci Ofiar Nazistowskich Obozów Koncentracyjnych, bộ nhân dịp kỷ niệm của sự xuất hiện của giao thông công cộng đầu tiên của tù nhân chính trị đến trại tập trung Auschwitz, được thành lập vào năm 2006 (có thể trùng với Corpus Christi)
- 28 tháng 6 - Ngày Tưởng niệm cuộc biểu tình của Poznań 1956, Narodowy Dzień Pamięci Poznańskiego Czerwca 1956, được tổ chức vào ngày kỷ niệm các cuộc biểu tình của Pozna 1956, được thành lập năm 2006
- Ngày 11 tháng 7 - Ngày Quốc khánh tưởng nhớ các nạn nhân của nạn diệt chủng do những người theo chủ nghĩa dân tộc Ukraine cam kết với các công dân của Cộng hòa Ba Lan trên nền công dân của Cộng hòa Ba Lan thứ hai, Narodowy Dzień Pamięci Ofiar Ludobójstwa dokonanego Volhynia, đỉnh cao của các vụ thảm sát người Ba Lan ở Volhynia, được thành lập vào năm 2016
- Ngày 2 tháng 8 - Ngày tưởng niệm diệt chủng của Roma và Sinti, Dzień Pamięci o Zagładzie Romów i Sinti, được tổ chức vào ngày kỷ niệm của exterminaton Roma và Sinti tại trại tập trung Auschwitz, được thành lập vào năm 2011
- 17 tháng 9 - Ngày của Sybirak, Dzień Sybiraka, được tổ chức vào ngày kỷ niệm cuộc xâm lược Ba Lan của Liên Xô, được thành lập vào năm 1998
- 27 tháng 9 - Ngày Quốc khánh Chính phủ địa hạ Ba Lan, Dzień Podziemnego Państwa Arlingtonkiego, được tổ chức vào ngày kỷ niệm thành lập Cục Chiến thắng Ba Lan, được thành lập vào năm 2013
- Ngày 4 tháng 10 - Ngày Động vật, Dzień Zwierząt, trùng với Ngày Động vật Thế giới, được thành lập năm 2006
- Ngày 13 tháng 12 - Ngày tưởng niệm nạn nhân của quân luật, Dzień Pamięci Ofiar Stanu Wojennego, được tổ chức vào ngày kỷ niệm tuyên bố của quân luật ở Ba Lan, được thành lập vào năm 2002

## Ngày lễ khác
- Ngày của bà vào ngày 21 tháng 1
- Ngày của ông vào ngày 22 tháng 1,
- Ngày thương nhân vào ngày 2 tháng 2
- Ngày lễ tình nhân vào ngày 14 tháng 2
- Ngày của mèo vào ngày 17 tháng 2
- Tłusty Czwartek vào thứ Năm tuần trước trước Mùa Chay
- Ostatki vào ngày cuối cùng của lễ hội,
- Thứ Tư Lễ Tro vào ngày đầu tiên của Mùa Chay,
- Ngày phụ nữ 8/3
- Ngày thống kê Ba Lan vào ngày 9 tháng 3
- Ngày nam giới vào ngày 10 tháng 3
- Ngày quyền của người tiêu dùng thế giới vào ngày 15 tháng 3
- Ngày trái đất vào ngày xuân phân
- Ngày lêu lỏng vào ngày 21 tháng 3
- Ngày ABW vào ngày 6 tháng 4, ngày lễ của cơ quan tình báo Ba Lan (ABW), được tổ chức từ năm 2004
- Thứ năm tuần thánh vào thứ năm ngay trước chủ nhật Phục sinh
- Thứ sáu tốt lành vào thứ sáu ngay trước Chủ nhật Phục sinh
- Thứ bảy tuần thánh vào thứ bảy ngay trước Chủ nhật Phục sinh - Swięconka được thực hiện vào ngày này
- Śmigus Dyngus vào Thứ Hai Phục Sinh (ngày sau Chủ Nhật Phục Sinh) là khi theo truyền thống, người trẻ (và người trẻ tuổi) có những trận đánh nước, tiếp nối nghi lễ sinh sản mùa xuân ngoại đạo được quan sát thấy ở nhiều nền văn hóa khác
- Cuộc nổi dậy Warsaw Ghetto được ghi nhớ vào ngày 19 tháng 4
- Ngày Quốc tế Mẹ Trái đất vào ngày 22 tháng 4
- Majówka là một lễ hội mùa xuân được tổ chức trên khắp châu Âu
- Ngày châu Âu ngày 9/5
- Ngày của mẹ vào ngày 26 tháng 5,
- Ngày Thế giới không thuốc lá vào ngày 31 tháng 5,
- Ngày trẻ em ngày 1/6
- Ngày của cha vào ngày 23 tháng 6
- Đêm Kupala (Noc Kupały) vào đêm từ ngày 21 đến 22 tháng 6
- Đêm của Thánh John "Noc Świętojańska" vào đêm từ ngày 23 đến 24 tháng 6
- Ngày của chó vào ngày 1 tháng 7
- Ngày kỹ sư điện vào ngày 14 tháng 8
- Ngày 1 tháng 9, kỷ niệm ngày Chiến tranh thế giới thứ hai bùng nổ ở Ba Lan
- Ngày không có xe hơi vào ngày 22 tháng 9
- Ngày của chàng trai (Dzień Chłopaka) vào ngày 30 tháng 9 - vào ngày này, các cô gái tặng quà cho các chàng trai
- Ngày Bưu chính Ba Lan (Ngày của Người đưa thư) vào ngày 18 tháng 10
- Ngày của Người lai vào ngày 25 tháng 10
- Halloween ngày 31/10
- Ngày công vụ vào ngày 11 tháng 11, ngày lễ theo phong tục Ba Lan, được tổ chức từ năm 2000, kết hợp với lễ kỷ niệm ngày quốc khánh
- Andrzejki vào đêm từ 29 đến 30 tháng 11 - vào ngày này, mọi người (chủ yếu là trẻ em và thanh thiếu niên) đang thực hiện lời tiên tri bằng cách đổ sáp nến vào lỗ khóa vào nước và đoán hình dạng sáp có nghĩa là gì
- Ngày khai thác vào ngày 4 tháng 12 - Barbórka
- Mikołajki vào ngày 6 tháng 12 - vào ngày này ông già Noel tặng kẹo cho trẻ em
- Đêm Giáng sinh (Wigilia Bożego Narodzenia) vào ngày 24 tháng 12
- Sylwester vào ngày 31 tháng 12